# Beaufort (Adelsgeschlecht)

Wappen des John Beaufort

Die Beauforts waren ein englisches Adelsgeschlecht im Mittelalter. Sie waren die illegitimen Nachkommen des John of Gaunt, eines Sohnes Eduards III. und seiner Geliebten Catherine Swynford. Nach der Hochzeit der Eltern wurden die Beauforts legitimiert, jedoch von der Thronfolge ausgeschlossen.
1397 erhielt der älteste der Beauforts, John von seinem Cousin Richard II. den Titel des Earl of Somerset. Sein Bruder Henry wurde im folgenden Jahr Bischof von Winchester.
Nach der Machtübernahme durch ihren Halbbruder Heinrich IV. von Lancaster 1399 wurden die Beauforts eine bedeutende Familie am englischen Hof. Bischof Henry war lange Zeit Kanzler seines Bruders, später auch seines Neffen Heinrich V. Johns zweiter Sohn John wurde 1443 zum Duke of Somerset ernannt. Dessen Tochter Margaret Beaufort heiratete 1455 Edmund Tudor, den Halbbruder Heinrichs VI. Ihr Sohn Heinrich Tudor bestieg als Erbe der Lancasters 1485 als Heinrich VII. den englischen Thron und beendete damit die Rosenkriege gegen das Haus York.

## Familie
1. John of Gaunt (1340–1399), Duke of Lancaster und Herzog von Aquitanien ⚭ 1396 Catherine Swynford (1350–1403)
  1. John Beaufort, 1. Earl of Somerset (1373–1410), ⚭ Margaret Holland
    1. Henry Beaufort, 2. Earl of Somerset (1401–1418)
    2. John Beaufort, 1. Duke of Somerset (1404–1444), ⚭ Margarete Beauchamp
      1. Margaret Beaufort (1443–1509), ⚭ Edmund Tudor, 1. Earl of Richmond
        1. Henry Tudor, ab 1485 König von England

    3. Thomas Beaufort, Count of Perche (1405–1432)
    4. Joan Beaufort (1406–1445), ⚭ 1424 Jakob I., König von Schottland
      1. Jakob II., König von Schottland

    5. Edmund Beaufort, 1. Duke of Somerset (1406–1455)
      1. Henry Beaufort, 2. Duke of Somerset (1436–1464)
        1. Charles Somerset, 1. Earl of Worcester (um 1460–1526), unehelicher Sohn mit Joan Hill, später legitimiert. Er begründete die Familie Somerset, die bis heute blühende letzte Bastardlinie des Hauses Plantagenet, Somersets Nachfahre Henry Somerset, 1. Duke of Beaufort (1629–1700) wurde zum Duke of Beaufort erhoben, seine Nachfahren führen den Titel noch heute.

      2. Margaret Beaufort (1427–1474) ⚭ Humphrey Stafford, Earl of Stafford
        1. Henry Stafford, 2. Duke of Buckingham

      3. Edmund Beaufort, 3. Duke of Somerset (1439–1471)

    6. Margaret Beaufort (1409–1449) ⚭ Thomas de Courtenay, 5. Earl of Devon

  2. Henry Beaufort (1375–1447), Bischof von Winchester, „Kardinal von England“
  3. Thomas Beaufort, 1. Duke of Exeter (1377–1426)
    1. Henry Beaufort

  4. Joan Beaufort (1379–1440), ⚭ Ralph Neville, 1. Earl of Westmorland